# Eudistoma arenosum
Eudistoma arenosum is een zakpijpensoort uit de familie van de Polycitoridae. De wetenschappelijke naam van de soort is voor het eerst geldig gepubliceerd in 1957 door Kott.